# ديفيد كيمب (دراج)
ديفيد كيمب (بالإنجليزية: David Kemp)‏ هو دراج أسترالي، ولد في 10 أبريل 1984 في توومبا في أستراليا.

## وصلات خارجية
- دايفيد كيمب على موقع أرشيف الدراجات (الإنجليزية)
- دايفيد كيمب على موقع إحصائيات الدراجات الإحترافية (الإنجليزية)
- دايفيد كيمب على موقع نسبة الدراجات (الإنجليزية)